# Renate Kobler
Renate Kobler (* 1961 in Wien) ist eine österreichische Diplomatin.

## Leben
Renate Kobler erwarb ihr Baccalauréat (Matura) am Lycée Français de Vienne und studierte Rechtswissenschaften an den Universitäten Graz und Wien.
1991 trat Kobler in den diplomatischen Dienst ein. 1993 war sie an der Botschaft Dublin (Irland) tätig, ab 1994 in Rom (Italien). Ab 1997 war sie stellvertretende Missionschefin in Athen (Griechenland), bei Botschafter Hans Sabaditsch. 2001 wechselte sie in die Ständige Vertretung bei der Europäischen Union in Brüssel, wo sie die Vertreterin Österreichs in der Ratsarbeitsgruppe Erweiterung war. 2005 kehrte sie an das Außenministerium in Wien zurück, und war Leiterin der Abteilung für EU-Budget-, Finanz- und Währungsfragen, und dann in der Personalpolitischen und Administrativen Sektion tätig.
November 2011 wurde Kobler zur Botschafterin in Tallinn für die Republik Estland berufen. In ihrer Zeit waren dort die durch den Ukrainekonflikt ausgelösten Ängste gegenüber Russland das Thema.
August 2015 wechselte sie in die Botschaft in Skopje für Mazedonien (Schreiben überreicht 10. September). Dort ist sie neben allgemeinen EU-Integrationsfragen und der seit Februar 2015 instabilen politischen Lage auch mit der EU-Flüchtlingskrise beschäftigt, in der Mazedonien als Teil der Balkanroute zur Zeit ihres Antritts ein Brennpunkt wurde.

## Auszeichnungen
- Maarjamaa Risti I klassi teenetemärk (Marienland-Kreuz), Estland[5]

## Nachweise
- Mag. Renate Kobler. Österreichische Botschaft Skopje, abgerufen am 7. März 2016 (pdf).

1. ↑  Brüssel-Reise des IDM. Institut für den Donauraum und Mitteleuropa, Veranstaltungsarchiv 2002, 23. Mai 2002, abgerufen am 7. März 2016.
2. ↑  Außenministerium: Beschluss des Ministerrates über Besetzung von Leitungsfunktionen im Ausland. APA OTS0224, 13. Jänner 2015
3. ↑  Le Président Veljanoski a accueilli la nouvelle ambassadrice de la République d'Autriche en République de Macédoine, Madame Renate Kobler. l'Assemblée de la République de Macédoine, sobranie.mk, 10. September 2015, abgerufen am 7. März 2016.
4. ↑  Takim i Zv/kryeministrit Besimi me z-nj Renate Kobler. In: Bota Sot online, 16. September 2015, abgerufen am 7. März 2016 (‚Treffen des stellvertretenden Premierministers Besimi mit Frau Renate Kobler‘);
Ahmeti takon ambasadoren e Austrisë, Kobler. portalb.mk, 23. November 2015, abgerufen am 7. März 2016 (‚Ahmeti trifft Botschafter der Republik Österreich, Kobler‘);
Xhaferri realizoi takim me ambasadoren e Austrise, Renate Kobler dhe të Holandës, Vauter Plomb. portalb.mk, 14, Januar 2016, abgerufen am 7. März 2016 (‚Xhaferi traf die Botschafter von Österreich, Renate Kobler, und den Niederlanden, Vauter Plomb‘).
5. ↑  Teenetemärkide kavalerid: Nimi Renate Kobler. president.ee

| Vorgänger                | Amt                                                            | Nachfolger   |
| ------------------------ | -------------------------------------------------------------- | ------------ |
| Angelika Saupe-Berchtold | Österreichische Botschafterin in Estland Nov. 2011 – Aug. 2015 | Doris Danler |
| Thomas Michael Baier     | Österreichische Botschafterin in Nordmazedonien Sept. 2015 – … | —            |

| Personendaten    | Personendaten              |
| ---------------- | -------------------------- |
| NAME             | Kobler, Renate             |
| KURZBESCHREIBUNG | österreichische Diplomatin |
| GEBURTSDATUM     | 1961                       |
| GEBURTSORT       | Wien                       |